# Karl-Heinz Feldkamp
Karl-Heinz Feldkamp (Oberhausen, 2 de junio de 1934) es un exjugador y entrenador de fútbol alemán.
Como jugador, entre 1952 y 1967 disputó 316 partidos con el SC Rot-Weiß Oberhausen en la Oberliga y la segunda división, marcando 42 goles.
Como técnico dirigió 408 partidos en la Bundesliga, siendo uno de los entrenadores más experimentados en su campo. Ganó el campeonato alemán con el 1. FC Kaiserslautern en 1991 y es el único entrenador que ha ganado la Copa de Alemania con tres clubes diferentes. También cosechó éxito en la liga turca con el Galatasaray.

## Trayectoria
Feldkamp comenzó su carrera como entrenador en 1972 en el SG Wattenscheid 09, con el que jugó primero en la Regionalliga West y luego en la 2. Bundesliga Nord. Posteriormente, entrenó a otros equipos de la liga, como el FC Gütersloh y el Arminia Bielefeld con el que conquistó el título de la 2. Bundesliga Nord en 1977–78, ascendiendo a la Bundesliga.
Antes del inicio de la temporada 1978-79, Feldkamp fue nombrado entrenador del 1. FC Kaiserslautern, equipo de primera división. Debutó en la Bundesliga el 12 de agosto de 1978, en una victoria por 5-1 sobre el VfB Stuttgart. Llevó al equipo al tercer puesto de la Bundesliga en 1979 y 1980. También llegó a la final de la Copa de Alemania en 1981. Permaneció en el Kaiserslautern hasta el final de la temporada 1981-82.
Posteriormente, dirigió al Borussia Dortmund, también de la máxima categoría, y nuevamente al Arminia Bielefeld. En 1984, Feldkamp se convirtió en entrenador del Bayer 05 Uerdingen, club con el que ganó la Copa de Alemania en 1985 y terminó tercero en la Bundesliga en 1986.
Tras la temporada 1986-87, fichó por el Eintracht Frankfurt, donde también jugó en la Bundesliga. En 1988, ganó la Copa de Alemania con el equipo. Entrenó al Eintracht hasta septiembre de 1988. En febrero de 1990, volvió a ser entrenador del 1. FC Kaiserslautern. Con el equipo, ganó la Copa de Alemania en 1990 y el campeonato alemán en 1991.
Feldkamp se trasladó posteriormente a Turquía, donde se convirtió en entrenador del Galatasaray SK. En 1993, ganó el campeonato turco y la Copa de Turquía con el equipo. Tras estos éxitos, dejó el cargo de entrenador del Galatasaray. Posteriormente, entrenó al Beşiktaş JK y, de nuevo, al Galatasaray SK, su último club.

## Carrera como técnico
| Periodo   | Club                |
| --------- | ------------------- |
| 1972–1975 | Wattenscheid 09     |
| 1975–1976 | Gütersloh           |
| 1976–1978 | Arminia Bielefeld   |
| 1978–1982 | Kaiserslautern      |
| 1982–1983 | Borussia Dortmund   |
| 1983–1984 | Arminia Bielefeld   |
| 1984–1987 | Bayer Uerdingen     |
| 1987–1988 | Eintracht Fráncfort |
| 1988–1989 | Ismaily SC          |
| 1990–1992 | Kaiserslautern      |
| 1992–1993 | Galatasaray         |
| 1999      | Beşiktaş            |
| 2007–2008 | Galatasaray         |

## Palmarés

### Como entrenador
Arminia Bielefeld
- 2. Bundesliga: 1977–78

Bayer 05 Uerdingen
- DFB-Pokal: 1984–85

Eintracht Frankfurt
- DFB-Pokal: 1987–88

1. FC Kaiserslautern
- Bundesliga: 1990–91
- DFB-Pokal: 1989–90
- DFB-Supercup: 1991

Galatasaray
- Superliga de Turquía: 1992–93
- Copa de Turquía: 1992–93